# Willow (Oklahoma)
Pour les articles homonymes, voir Willow.
La ville de Willow est située dans le comté de Greer, dans l’État d’Oklahoma, aux États-Unis. Lors du recensement de 2010, elle comptait 149 habitants.

## Source
- (en) Cet article est partiellement ou en totalité issu de l’article de Wikipédia en anglais intitulé « Willow, Oklahoma » (voir la liste des auteurs).